# Nissan Skyline GT-R
La Nissan Skyline GT-R est une voiture de sport basée sur les modèles de la gamme Skyline du constructeur nippon. Cinq générations furent produites en deux périodes, de 1969 à 1973 puis de 1989 à 2002. Elles s'illustrèrent dans de nombreuses compétitions internationales, avec  de nombreuses victoires à la clé. Le terme GT-R vient de Gran Turismo Racing. La Nissan GT-R, bien qu'étant de la même lignée, ne porte plus le nom de Skyline car elle ne dérive plus d'un modèle existant.

## Genèse

### L'après-guerre et la renaissance du sport automobile
À la fin de la Seconde Guerre mondiale, l'économie japonaise est totalement exsangue et beaucoup d'infrastructures industrielles ont été détruites. La firme Prince, née des cendres de l’avionneur Tachikawa produit alors un petit véhicule électrique, le Tama, qui restera populaire chez les taxis jusqu'au début des années 1950 en raison des pénuries de carburant. Durant la seconde moitié des années 1950, les Japonais commencent à accéder à la propriété automobile avec des voitures de petites tailles comme la Datsun 110 (de) ou la Subaru 360.

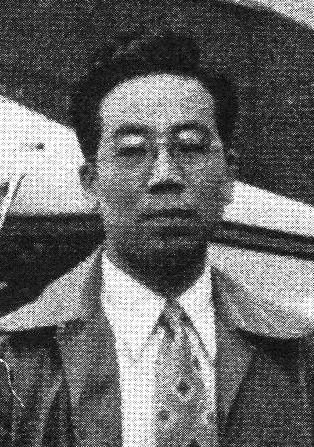
Shinichirō Sakurai, l'ingénieur emblématique à l'origine de la gamme des Skyline, en 1953.

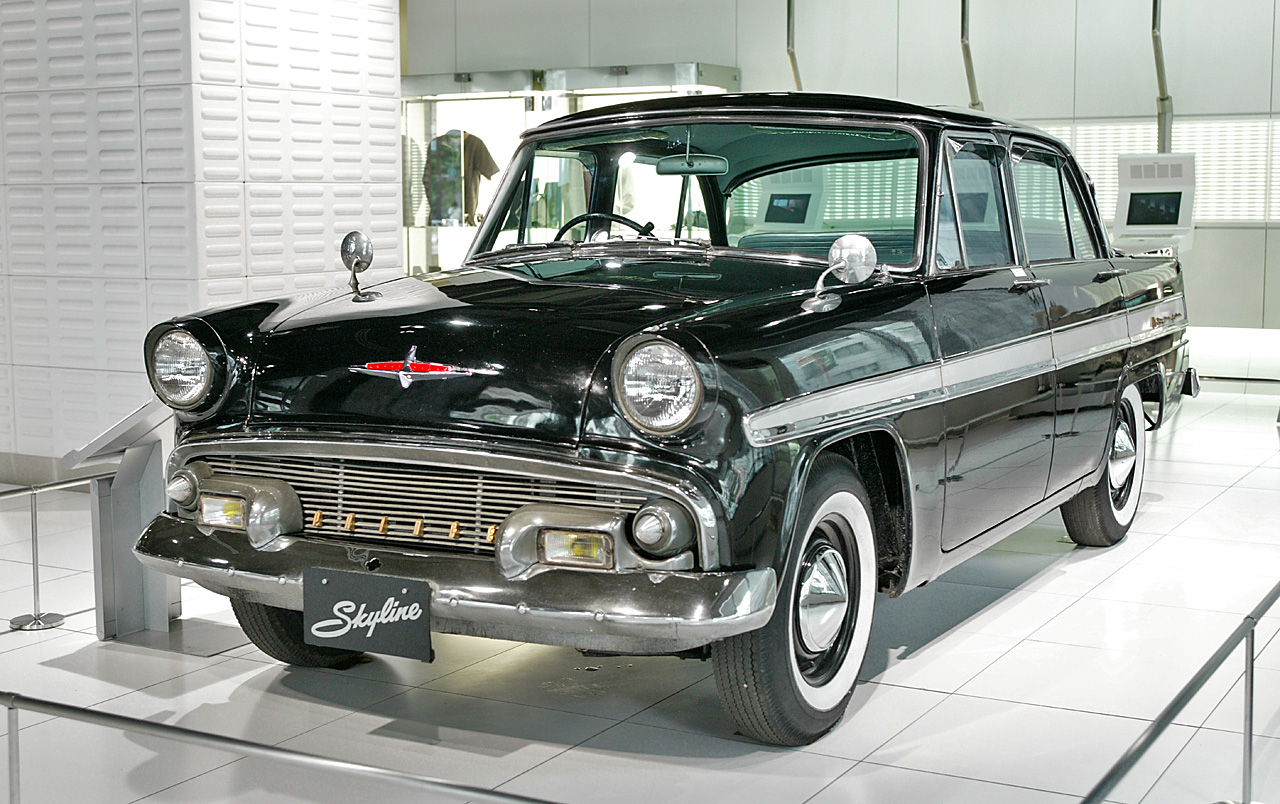
La Prince Skyline de première génération, une berline statutaire bien plus imposante que les standards de l'époque.

Contrairement aux autres constructeurs automobiles, Prince se démarque dès 1957 en proposant une voiture de grande taille, relativement luxueuse, la Skyline. Conçue en grande partie par le jeune ingénieur Shinichirō Sakurai, elle est dotée à l'origine d'un moteur de 1,5 L de cylindrée, puis de 1,9 L.
Un coupé sportif, dérivé de la berline et dessiné par l'italien Giovanni Michelotti fait son apparition à l'édition 1960 du Salon de l'automobile de Turin. Du nom de Prince Skyline Sport, ce modèle fort de 94 ch pouvait atteindre les 150 km/h. Ils seront engagés dès 1963 lors du premier Grand Prix du Japon qui eut lieu sur le tout nouveau circuit de Suzuka. Vaincue devant 200 000 spectateurs par la Datsun Fairlady 1500 (en) no 39 pilotée par Genichiro Tahara, l'équipe dirigée par Shinichirō Sakurai décida de revoir totalement sa copie pour l'année suivante.

### Le début d'un mythe

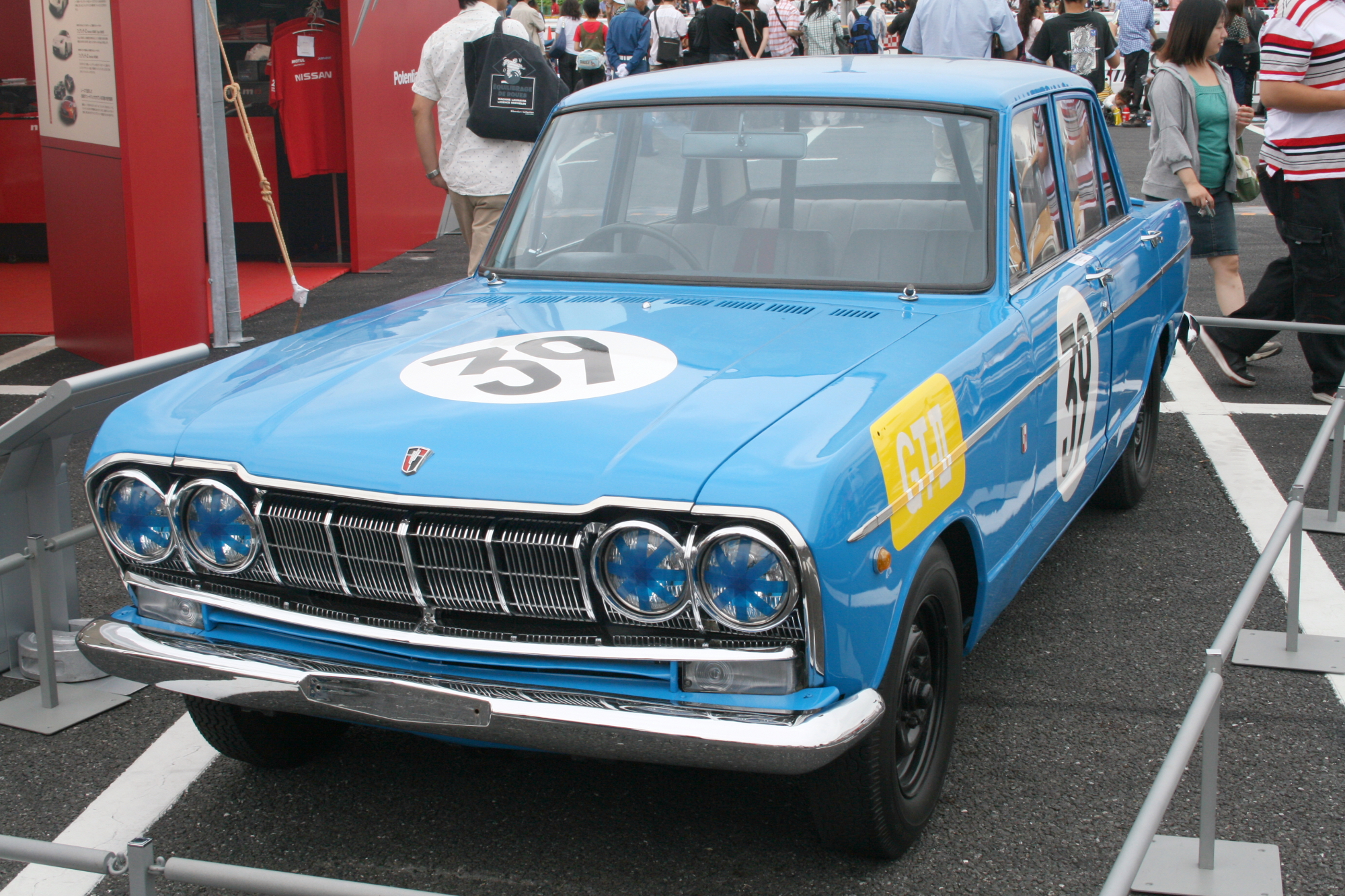
La Prince Skyline 2000GT de 1964, ancêtre de la GT-R.

La seconde génération de la Prince Skyline voit le jour en novembre 1963. Plus légère de 300 kg, la S50 se voit bien mieux armée pour la course que la génération précédente. Cependant, Sakurai a voulu aller plus loin en greffant le six cylindres en ligne de 2,0 L de la Prince Gloria (en) en lieu et place du quatre cylindres de 70 ch équipant les Skyline de série. Pour ce faire, la voiture a été rallongée de 15 cm entre la cloison pare-feu et les ailes avant, ce qui a aussi eu pour effet de d'allonger l'empattement. 
Afin d'être engagés dans la catégorie GT-II au Grand Prix du Japon, les véhicules doivent être produits à un minimum de cent exemplaires. Portant le nom de code de S54, leur assemblage ne sera terminé que deux jours avant la course. 
Le mythe GT-R naquit au Grand Prix du Japon de 1964, qui se déroula sur le circuit de Suzuka. Le constructeur Prince avait alors engagé un grand nombre de Skyline 2000GT. Ces automobiles étaient légères et la puissance de leurs six cylindres écrasaient la concurrence nippone. Cependant, un pilote privé avait engagé une Porsche 904, qui les empêchèrent de briguer la victoire. Elles occupèrent alors les 5 places suivantes et Prince décida de construire une sportive à moteur central arrière, la R380, dont le moteur équipera la petite berline de chez Nissan. La 2000 GT ne subit ensuite que de légères modifications jusqu'à la fin de sa production, en 1968.

## Versions

### Première génération (1969 - 1972)
La Skyline 2000 GT-R, présentée à l'automne 1968 au 15e salon de l'automobile de Tokyo, est commercialisée à partir du 21 février 1969 sous la forme d'une berline sportive profitant d'une version adaptée pour la route du moteur de la Prince R380 de course. En 1971, le coupé est présenté. Grâce à son empattement raccourci, son poids ne s'élève plus qu'à 1 100 kg, soit 20 de moins que la berline. Son surnom, Hakosuka (ハコスカ, hakosuka), vient de la contraction du mot Hako (箱, hako), désignant une boîte en japonais, et de Suka (スカ, suka), le diminutif de Skyline (スカイライン, sukairain). Il va sans dire que ce surnom lui vient de son profil à l'aérodynamique peu flatteuse. 

#### Aspect extérieur

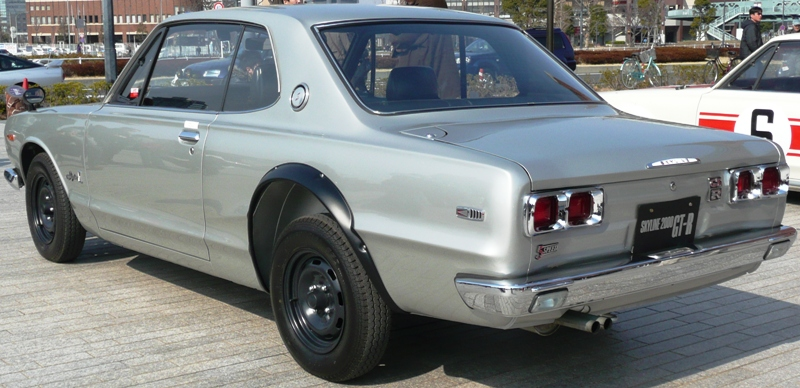
La Skyline 2000 GT-R dispose d'extensions de carrosserie sur les ailes arrière.

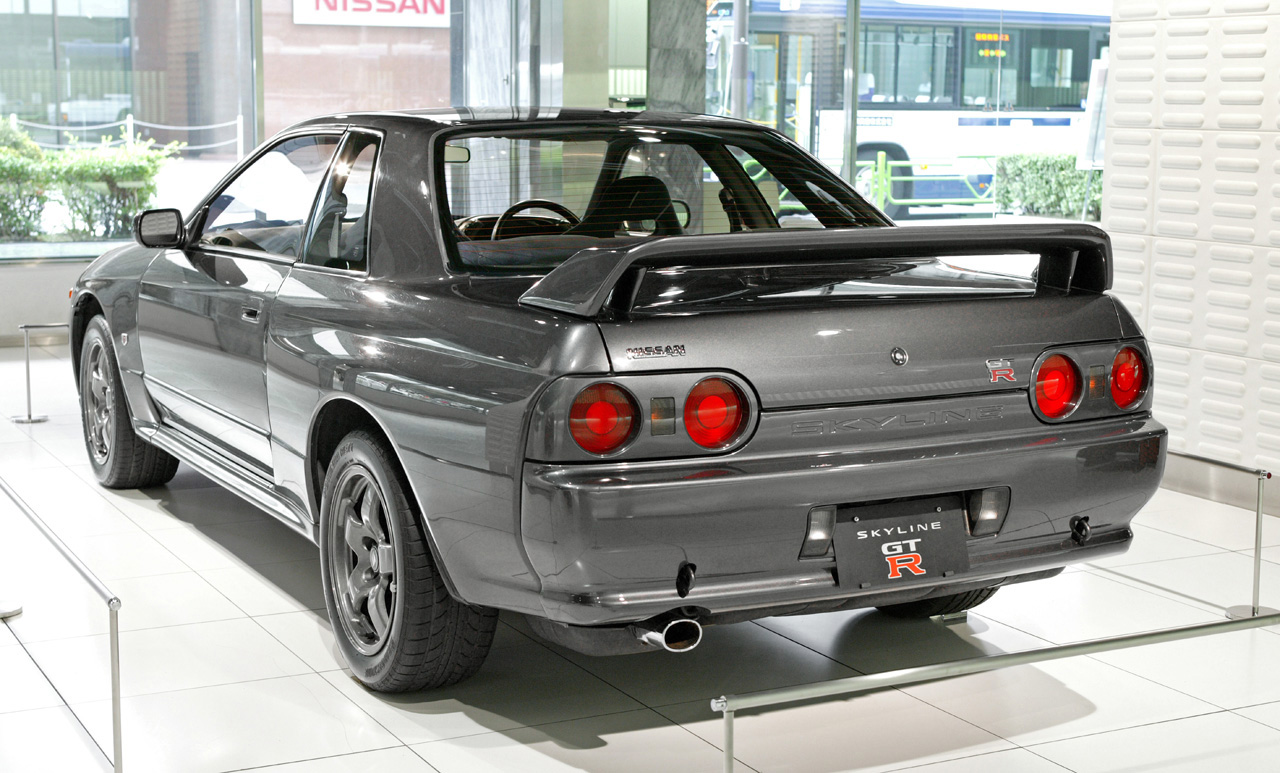
Le sigle GT-R refait son apparition sur la malle arrière après seize ans d'absence.

Le dessin reprend les traits de la 2000 GT en y ajoutant une certaine dose d'agressivité. Par rapport à la berline, le coupé est plus court de 65 mm, plus large de 55 mm et plus bas de 15 mm.

#### Habitacle
La présentation de l'habitacle varie entre la berline et le coupé. Sur la berline, le conducteur fait face à un volant à trois branches métalliques, dont le cerclage est fait de bois. Bois que l'on retrouve également sur la planche de bord et sur le tunnel central. L'instrumentation se compose d'un compte-tours et d'un indicateur de vitesse, le premier étant gradué jusqu'à 10 000 tr/min et l'autre jusqu'à 240 km/h. Ils sont situés de part et d'autre de deux cadrans superposés, l'un pour l'indicateur de température du liquide de refroidissement moteur et l'autre pour l'indicateur de pression d'huile. Deux autres cadrans sont présents sur la console centrale, un pour l'ampèremètre et l'autre pour la jauge de carburant.
La partie supérieure de la console centrale pouvait se parer en option d'une horloge, d'un poste de radio et d'un panneau de commande pour l'air conditionné. La partie inférieure arbore quant à elle l'insigne « 2000GT ». Le pommeau du levier de vitesse se pare de bois et le schéma de la grille de commande de la boîte de vitesses est rouge.
Dans le coupé, l'ambiance se fait plus sombre. Le volant, toujours à trois branches, propose sur ce modèle d'un cerclage noir. La planche de bord perd une grande partie de ses plaquages en bois et le conducteur dispose désormais d'une instrumentation complète derrière le volant. Le compte-tours et l'indicateur de vitesse sont désormais situés au centre du tableau de bord, encadrés de chaque côté par des groupes de deux cadrans, ampèremètre et indicateur de pression d'huile à gauche, indicateur de température du liquide de refroidissement moteur et jauge de carburant à droite. 
Dans les deux versions, la Skyline 2000 GT-R dispose de sièges en vinyle noir à l'avant et d'une banquette du même matériau à l'arrière. Les sièges avant du coupé sont légèrement plus enveloppant que ceux de la berline, notamment au niveau des hanches.

#### Châssis, freins et suspensions
On retrouve, abrités au sein des jantes de 14 pouces, des freins à disques à l'avant et des freins à tambours à l'arrière.

#### Moteur et transmission

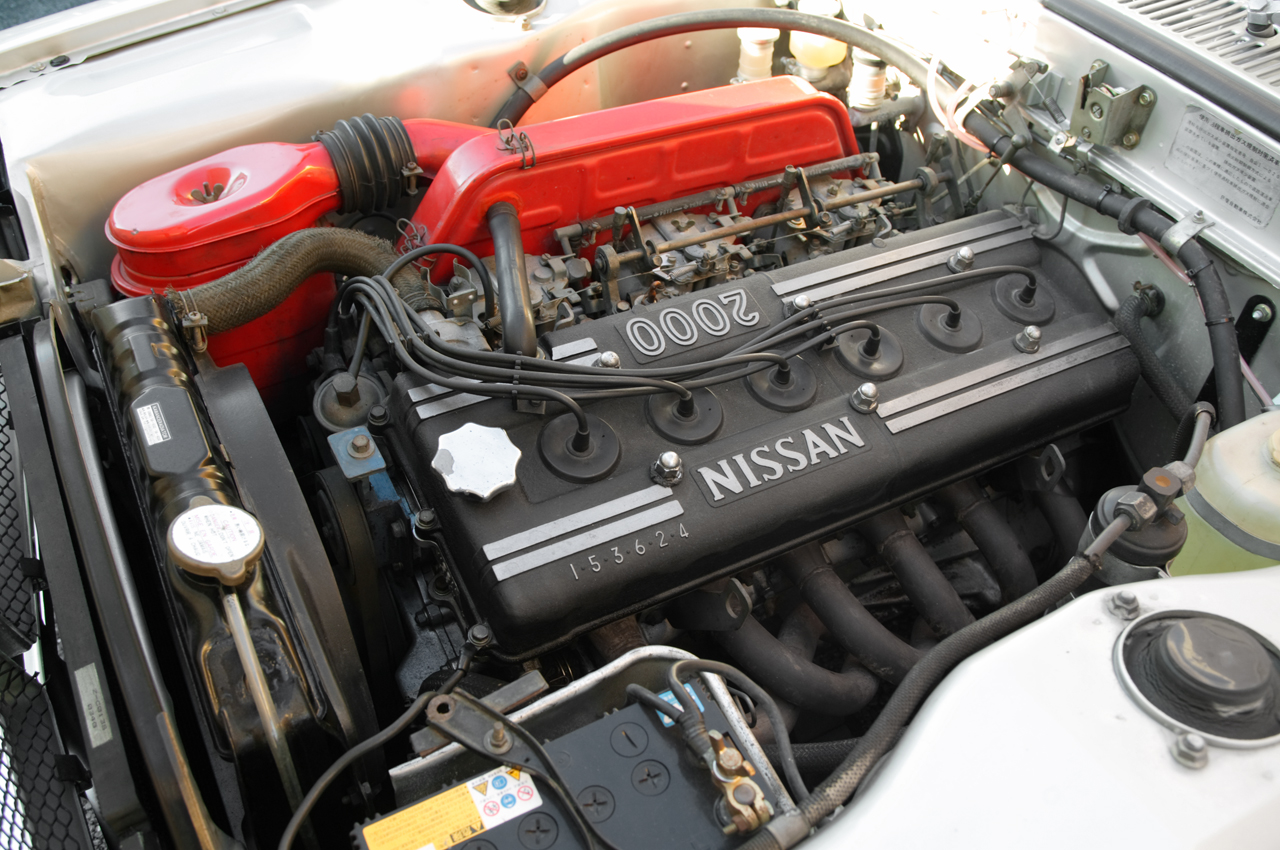
Le S20 est monté longitudinalement dans la baie moteur de la Skyline 2000 GT-R.

La Skyline 2000 GT-R est mue par un moteur à six cylindres en ligne de 1 989 cm3, le S20, dérivant du GR8 équipant la Prince R380. Bien qu'adoucit par rapport au GR8, le S20 reste néanmoins un moteur pointu, délivrant ses 160 ch (117 kW) à 7 000 tr/min. Le couple maximum, obtenu à 5 600 tr/min, s'élève à 180 N m. L'alimentation se fait au moyen de trois carburateurs Mikuni (en) double corps N40PHH. La distribution est assurée par deux arbres à cames en tête actionnant 24 soupapes ; l’entraînement se fait par chaîne.
Le moteur est couplé à une boîte de vitesses inédite à 5 rapports qui transmet la puissance aux roues arrière par le biais d'un différentiel à glissement limité.

### Deuxième génération (1973)

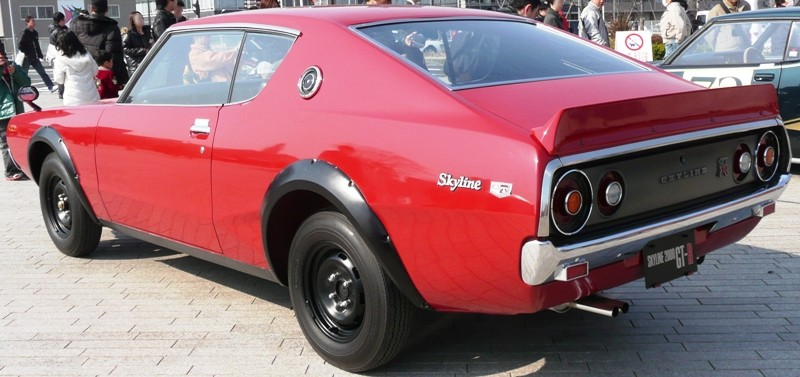
Cette génération de Skyline GT-R verra l'apparition des quatre feux ronds, qui deviendront par la suite l’emblème de la lignée.

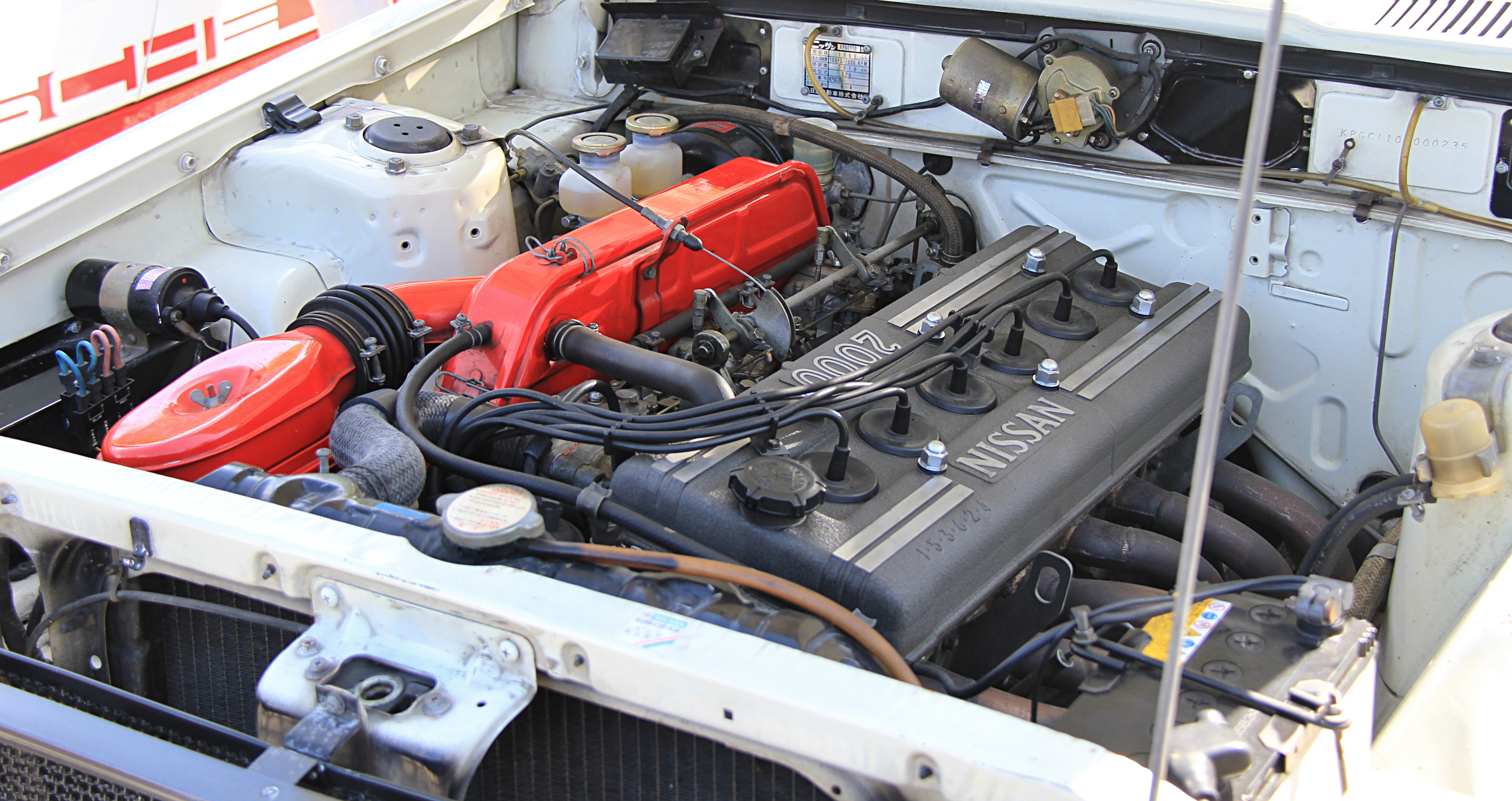
Le moteur est le même que celui de la génération précédente, à savoir le S20.

Reprenant la même motorisation que la précédente génération, cette génération a eu une carrière de seulement quatre mois, arrêtée par le premier choc pétrolier et par une de ces conséquences en particulier, à savoir la mise en place de normes plus strictes concernant les émissions polluantes. Elle se caractérise par sa carrosserie de type fastback, inspirée par les voitures américaines de l'époque.  

### Troisième génération (1989 - 1994)

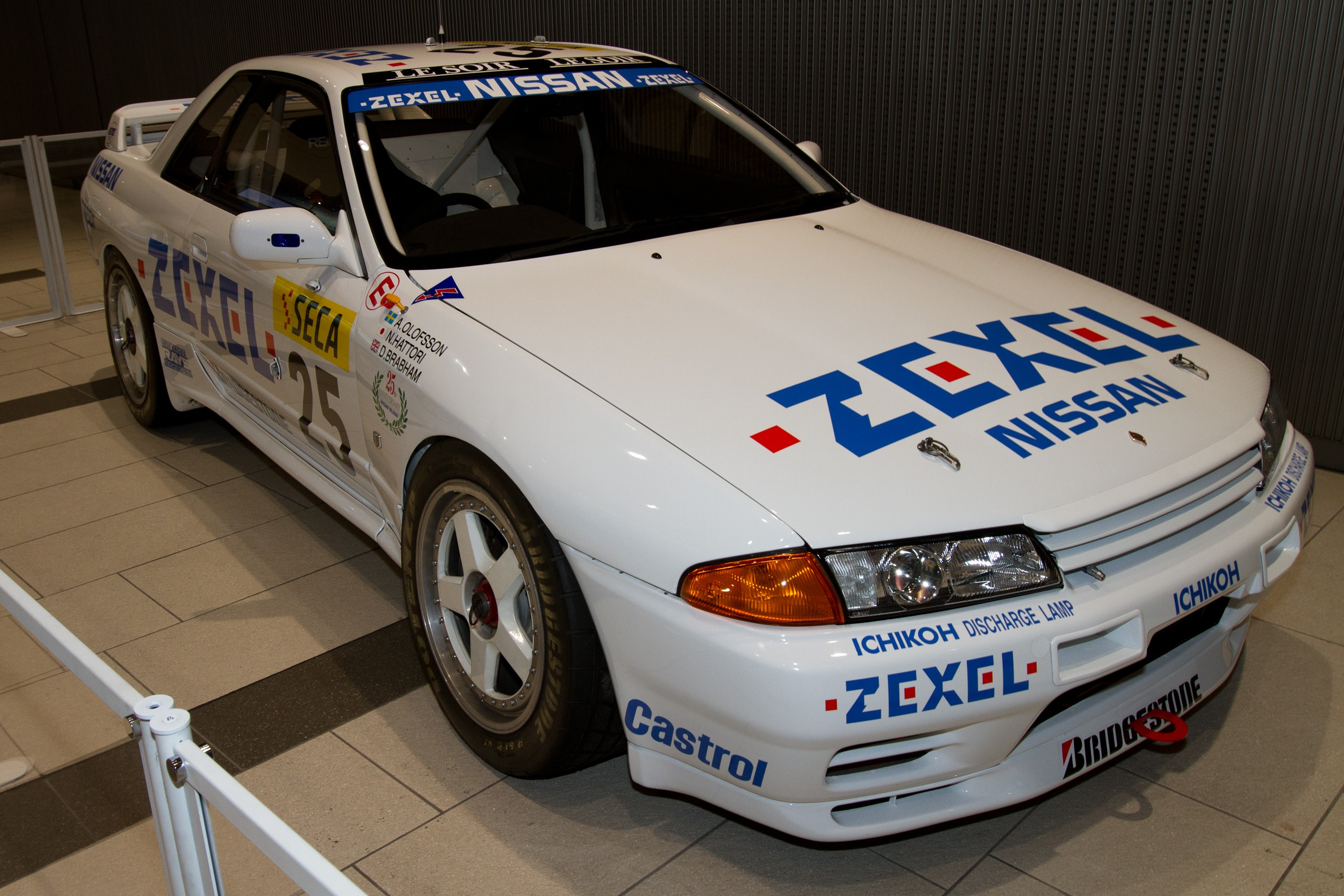
Voiture vainqueur de l'édition 1991 des 24 Heures de Spa.

Après seize longues années d'attente, la Skyline GT-R revient sur le devant de la scène avec ce modèle. Construite afin de répondre aux exigences du Groupe A, elle gagne une transmission intégrale et inaugure son célèbre 6 cylindres en ligne, le RB26DETT.
La Skyline GT-R N1 apparaît en 1991. Cette version, produite à seulement 228 exemplaires, s'allège en perdant l'ABS, la climatisation et son système audio. L'allègement se poursuit avec la suppression de l'essuie-glace arrière et de la moquette de coffre ainsi qu'avec l'utilisation de phares plus légers. Le blanc était l'unique coloris proposé.
À partir de février 1993, Nissan célèbre ses victoires avec la série V-Spec pour Victory Specification. Cette version reçoit derrière de nouvelles jantes BBS de 17" des freins Brembo et l'ATTESA E-TA Pro est recalibré. Un an plus tard, en février 1994, le constructeur remet le couvert avec la V-Spec II, qui propose seulement des pneus plus large que sur la V-Spec.

#### Habitacle
- Sièges baquets en tissu bicolore
- Tableau en plastique noir
- Volant cuir trois branches

#### Châssis, freins et suspensions
- Coque autoporteuse,
- Poids à vide de 1430 kg (de mars 1989 à décembre 1991) puis 1480 kg (de janvier 1992 à janvier 1995).
- Réservoir est de 72 litres.
- Suspensions avant et arrière : essieu multibras avec barre anti-rapprochement,

#### Moteur et transmission
- Type de moteur : 6 cylindres en ligne (RB26DETT)
- Disposition : longitudinale avant
- Énergie : Essence
- Cylindrée : 2568 cm³
- Alésage course : 86 x 73.7 mm
- Compression : 8.5:1
- Distribution : double arbre à cames en tête (24 soupapes)
- Alimentation : injection électronique
- Suralimentation : double-turbo T28
- Puissance : 280 ch à 6800 tr/min
- Couple : 353 N m (36,2 mkg) à 4 400 tr/min
- Ratio au litre : 109 ch/L (80 kW/L), 137 N m/L
- Régime maximal : 8 000 tr/min

Transmission intégrale intelligente (propulsion capable de mettre jusqu'à 50 % du couple à l'avant), boite manuelle 5 vitesses.
Avant 1992 le moteur RB26 de Skyline R32 avait un problème de lubrification. La surface de contact entre le vilebrequin et l'huile moteur s'étant trop faiblement usiné, cela menait à une rupture de la lubrification à un régime moteur élevé pouvant entraîner la casse du moteur. Ce problème fut réglé pour les versions suivantes du RB26.
Sur le moteur RB26DETT standard, la turbine du turbocompresseur est faite à partir de céramique. Utilisées à des températures élevées la fiabilité de ces turbines s'avéra très incertaines (comme pour tous turbocompresseur utilisé à une surpression plus élevée que celle de série). Ce défaut fut corrigé sur les versions N1 avec une turbine en acier.

### Quatrième génération (1995 - 1998)

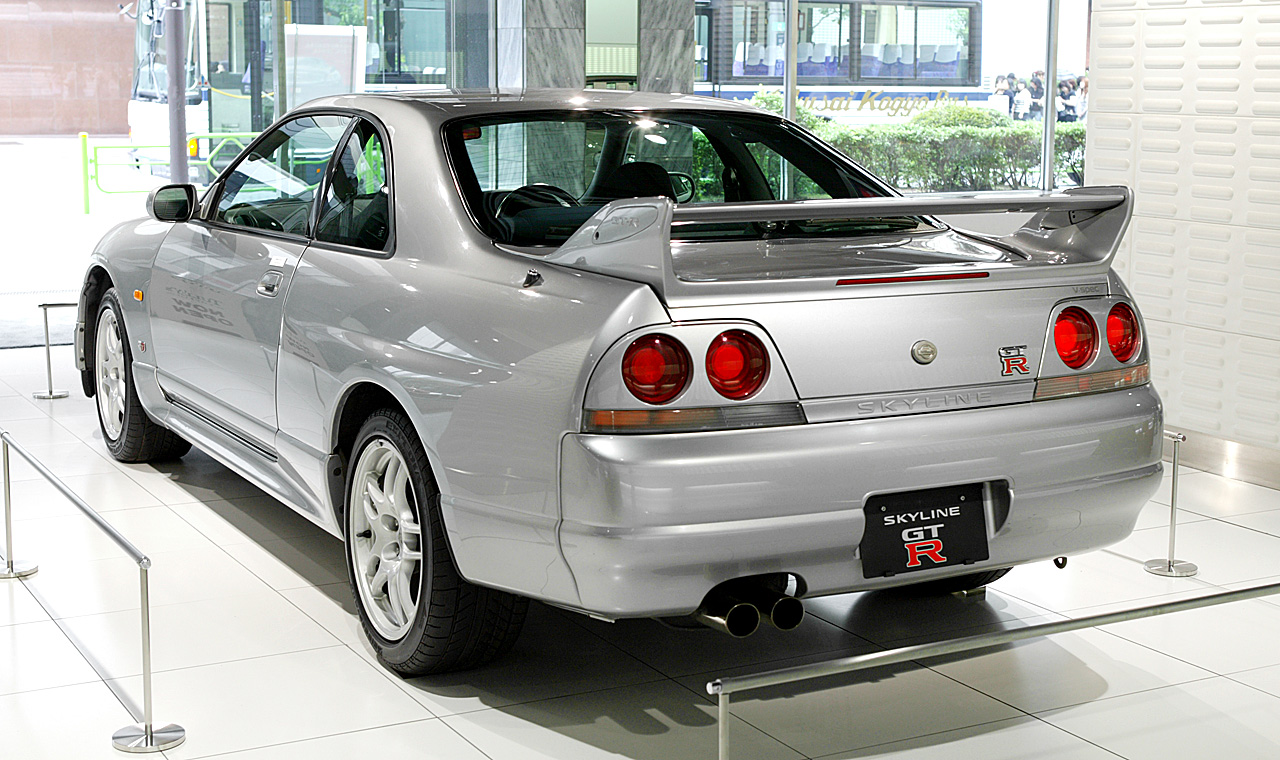
Les éléments aérodynamiques sont plus imposants que ceux de la génération précédente.

### Cinquième génération (1999 - 2002)

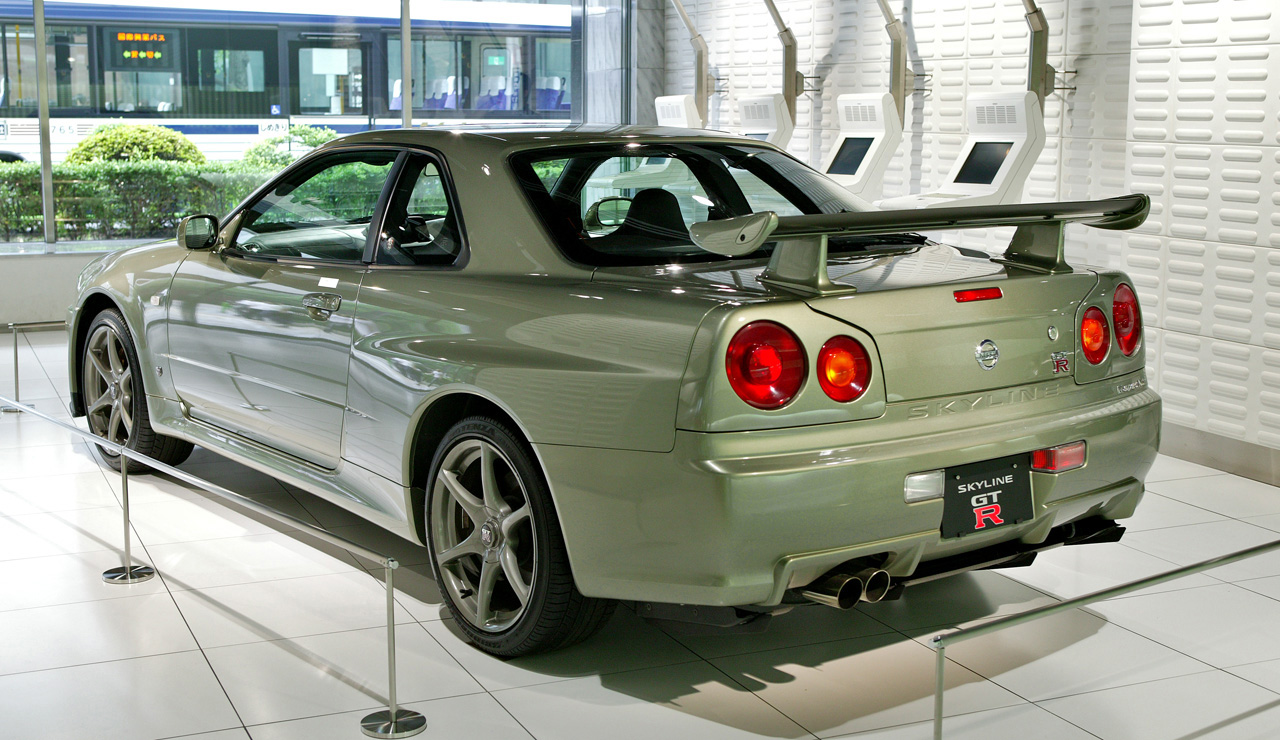
La couleur Millenium Jade (JW0) de cet exemplaire est uniquement disponible sur les versions Nür.

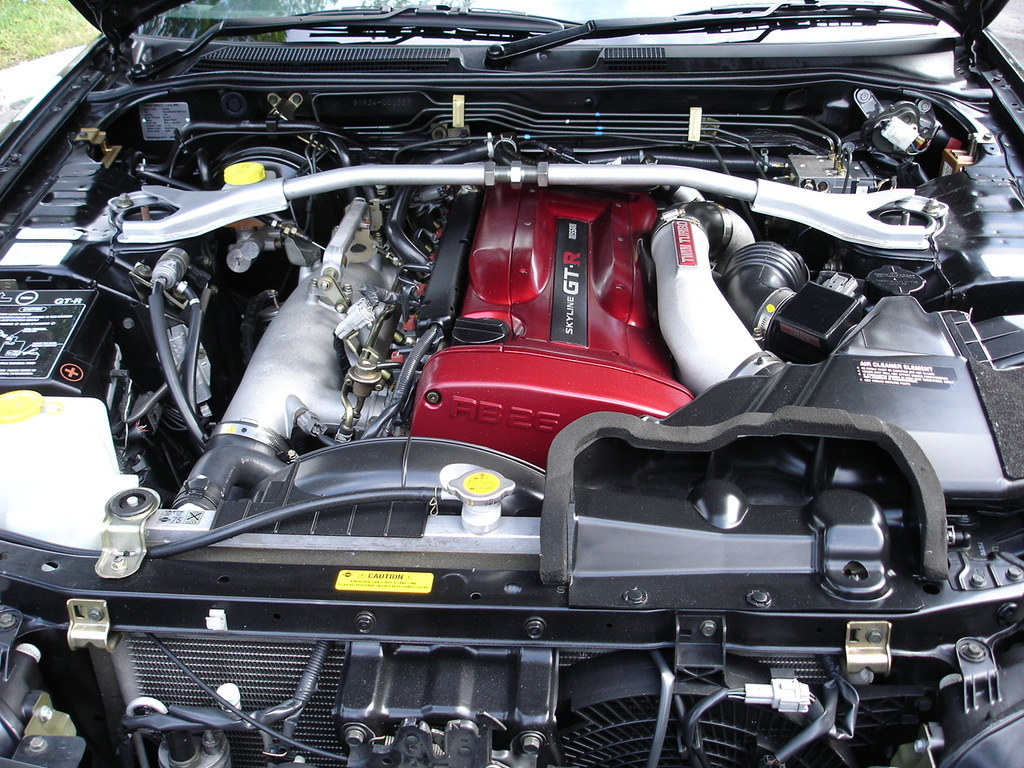
RB26DETT R34

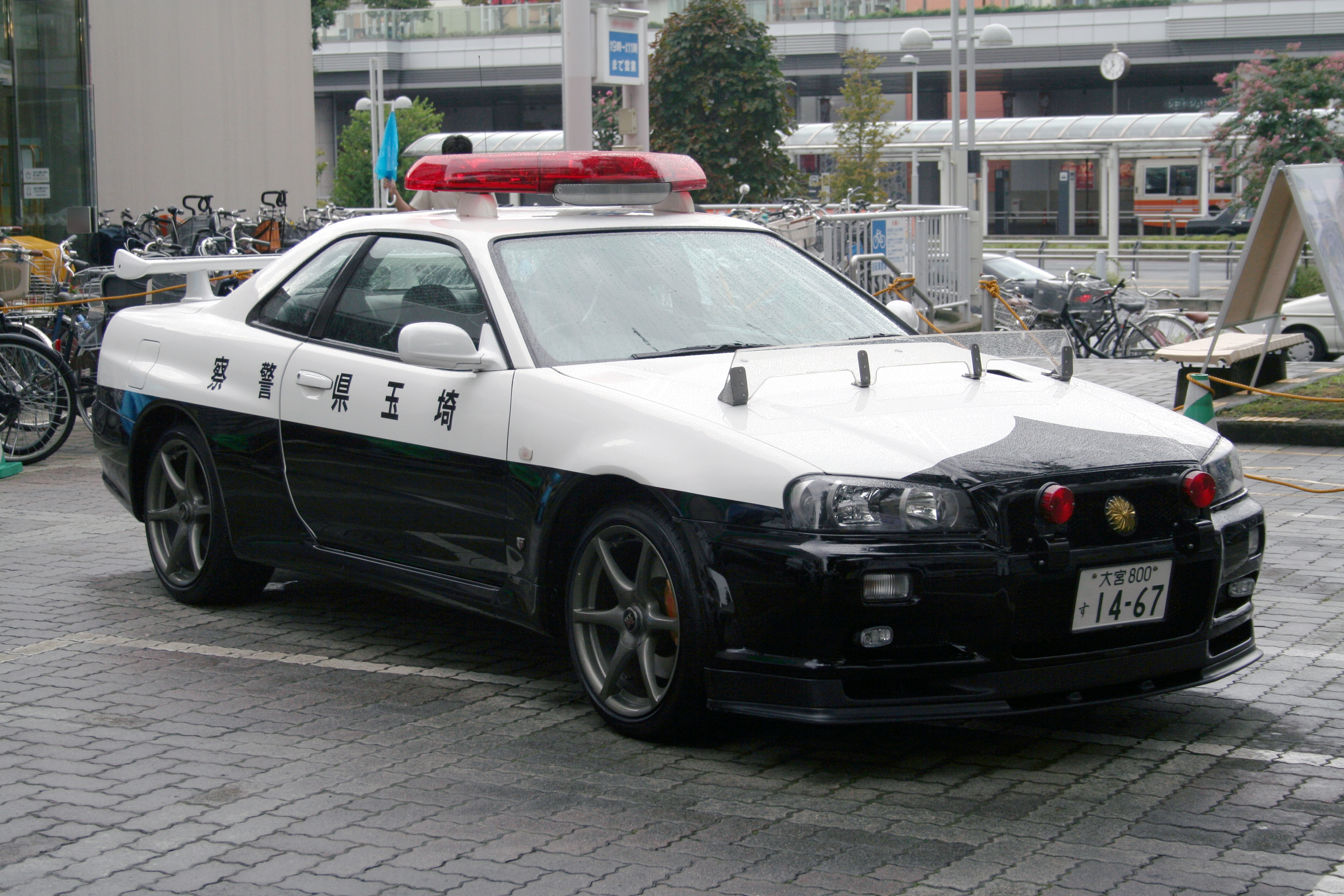
Skyline R34 GT-R police car

La Nissan Skyline GT-R (R34) possède un moteur longitudinal avant ayant 6 cylindres en ligne de 320 chevaux (à 6800 tr/min). Son couple maximal est de 384 N m à 4400 tr/min.
Elle possède une transmission intégrale, et sa boite possède 6 rapports. 

#### Ouvrages utilisés pour la rédaction de l'article

##### Ouvrages en anglais
- (en) Alex Gorodji, Nissan GT-R : Legendary Performance, Engineering Marvel, MotorBooks International, 2008, 195 p. (ISBN 978-1-61673-005-5 et 1-61673-005-6, lire en ligne)
- (en) Ben Hsu, Classic Japanese Performance Cars, Cartech, 2013, 144 p. (ISBN 978-1-934709-88-7 et 1-934709-88-3)
- (en) Dennis Gorodji, Nissan GT-R Supercar : Born to Race, Veloce Publishing Ltd., 2010, 226 p. (ISBN 978-1-84584-221-5 et 1-84584-221-9, lire en ligne)

##### Ouvrages en japonais
- (ja) « 何かを持ってるスカイライン The Skyline has a Special Charm », Nostalgic Hero, no 143,‎ février 2011
- (ja) « レースシーンで圧倒的な強さを誇り、スカイライン神話を不動のものとした初代GT-R », J’sネオ・ヒストリック Archives, no 1344,‎ août 2009, p. 105 (ISBN 4777008444)

##### Brochures
- (ja) Nissan, Nissan Skyline 2000GT-R : (PGC10 1970), 1970, 16 p.
- (ja) Nissan, Nissan Skyline 2000GT-R : (KPGC10 1971), 1971, 8 p.